# Danish Karokhel
Danish Karokhel est le directeur de Pajhwok Afghan News, qui est l'une des principales agences de presse indépendantes en Afghanistan,, composé d'une rédaction centrale à Kaboul et de huit bureaux régionaux. En 2008, il a remporté un prix international de la liberté de la presse du Comité pour la protection des journalistes. Le prix est décerné aux journalistes qui font preuve de courage dans la défense de la liberté de la presse face aux attaques, aux menaces ou à l'emprisonnement.
Il est également désigné par Reporters sans Frontières comme l'un des 100 héros de l'information dans le monde. 